# G-SYNC

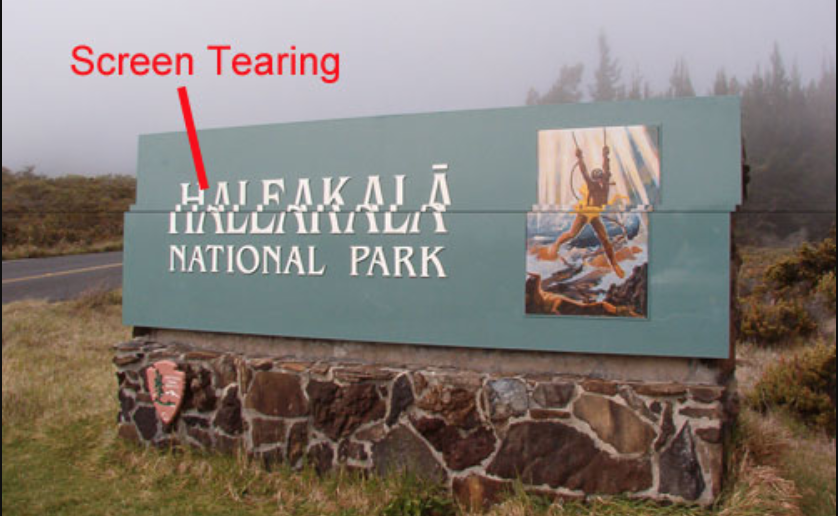
Désynchronisation entre le haut et le bas de l'écran suite à un rafraichissement sous forme de balayage vertical de l'écran.

Le G-SYNC est une technologie constructeur NVIDIA, qui permet de « réduire les problèmes de ralentissement ou de saccade des images »[réf. nécessaire]. Cette technologie répond à l'ancienne technologie CRT (Cathode Ray tube), tubes cathodiques, qui permet un meilleur taux de rafraîchissement de l'image[source insuffisante].